# Östra Gansåstjärnen
Östra Gansåstjärnen är en sjö i Leksands kommun i Dalarna och ingår i Dalälvens huvudavrinningsområde.